# Raión de Sofiivka
Raión de Sofiivka (en ucraniano: Софіївський район) es un antiguo raión o distrito de Ucrania en el óblast de Dnipropetrovsk. 
Comprende una superficie de 1379 km².
La capital fue la ciudad de Sofiivka.

## Demografía
Según estimación 2010 contaba con una población total de 23404 habitantes.

## Otros datos
El código KOATUU es 1225200000. El código postal 531000 y el prefijo telefónico +380 5650.